# Josef Wiesinger

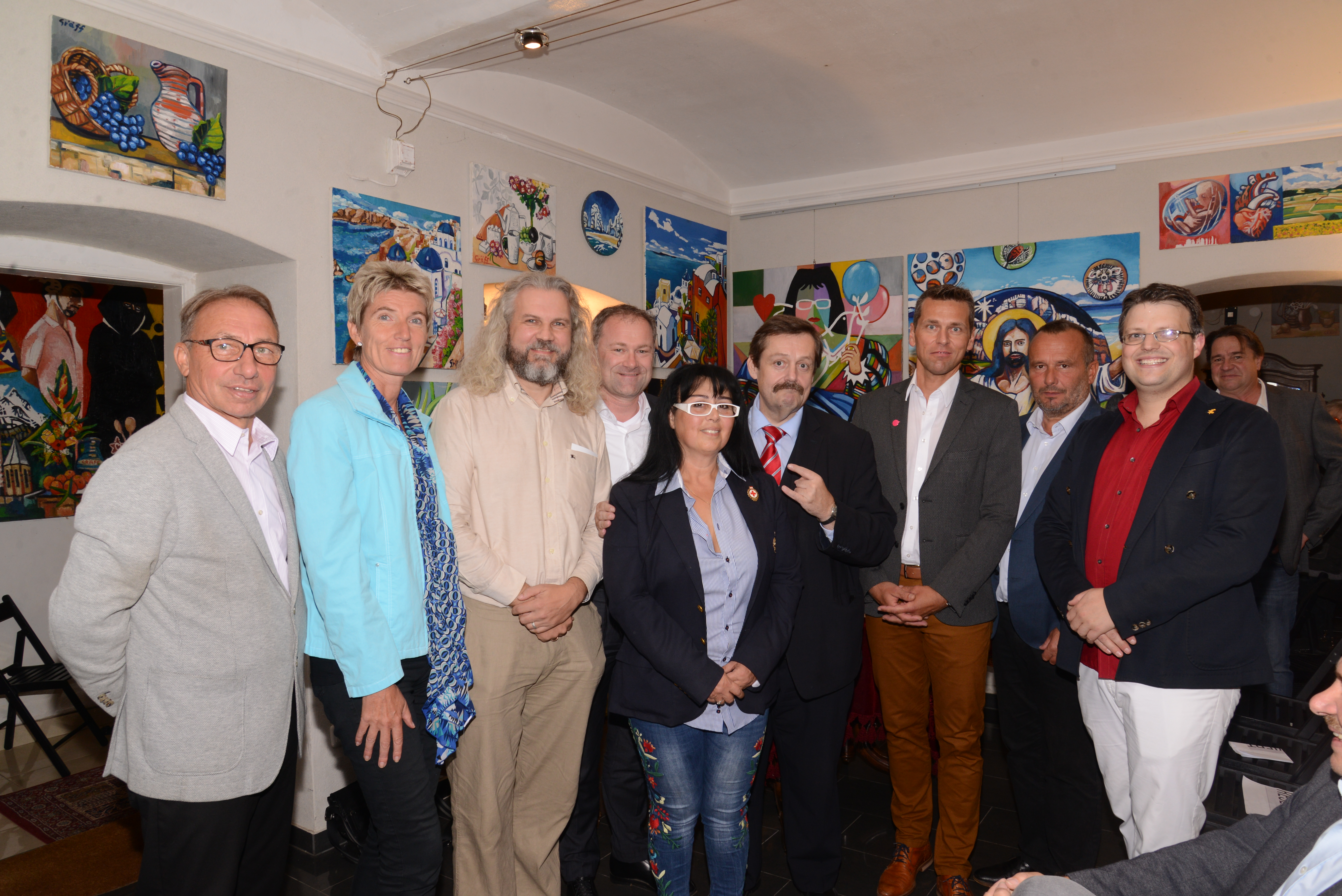
Dialog im Kamptal mit Moderator Josef Wiesinger (links), Martina Diesner-Wais, Martin Litschauer, Günter Steindl, Herbert Kolinsky, Alois Kainz sowie Georgia Kazantzidu, Werner Gruber und Matthias Laurenz Gräff (2019)

Josef „Muppet“ Wiesinger (* 18. Dezember 1961 in Horn) ist ein österreichischer Politiker der Sozialdemokratischen Partei Österreichs (SPÖ). Seit 2018 ist Wiesinger stellvertretender Landesparteivorsitzender der SPÖ Niederösterreich und Mitglied im SPÖ Bundesparteivorstand. Von 2019 bis März 2023 war er Abgeordneter zum Landtag von Niederösterreich.

## Leben

### Ausbildung
Josef Wiesinger besuchte die Volksschule, Hauptschule und den Polytechnischen Lehrgang in seiner Heimatgemeinde Gars am Kamp. Nach einer Kfz-Lehre mit Lehrabschluss absolvierte er eine Ausbildung zum Universal-Lokführer.

### Politische Funktionen

#### Auf Gemeinde- und Regionalebene
Josef Wiesinger ist seit 1990 Gemeinderat in Gars am Kamp und seit 1995 Geschäftsführender Gemeinderat ebendort. Er ist zudem Bezirksvorsitzender der SPÖ Bezirk Horn. Weiterhin ist er für die Arbeiterkammer Niederösterreich als Kammerrat, für den ÖGB als Funktionär, für die Gewerkschaft Vida als Regionalvorsitzender, für die Fraktion Sozialdemokratischer GewerkschafterInnen als Regionalvorsitzender für das Waldviertel-Süd und für den Verband sozialdemokratischer Gemeindevertreter in Niederösterreich (Österreichischer Gemeindebund) für den Bezirk Horn tätig.
Bei der Nationalratswahl 2013 trat Wiesinger als Spitzenkandidat für das Waldviertel an. Bei der Gemeinderatswahl 2015 kandidierte Wiesinger, der damals gleichzeitig in fünf Gemeinden gemeldet war, in drei verschiedenen Gemeinden. In Gars am Kamp (geschäftsführend) und Weitersfeld zog er in den Gemeinderat ein. Wiesinger wollte durch seine Fünffach-Meldung und Dreifach-Kandidatur das Problem des niederösterreichischen Nebenwohnsitz-Wahlrechts aufzeigen.

„Mein Ziel, einen Anstoß für eine Wahlrechtsreform zu geben, habe ich nicht erreicht“

#### Auf Landes- und Bundesebene
Josef Wiesinger trat 2017 als Spitzenkandidat für den Bezirk Horn und Listenerster für das Waldviertel für die Landtagswahl in Niederösterreich an. Im selben Jahr wurde er beim Landesparteitag zu einem der Stellvertreter des niederösterreichischen SPÖ-Landesparteivorsitzenden Franz Schnabl gewählt, und für das Waldviertel zuständig. Anlässlich des 44. Ordentlichen Bundesparteitages wurde Wiesinger auch in den SPÖ-Bundesparteivorstand gewählt.
Aufgrund des Wechsels von Günther Sidl ins EU-Parlament mit 2. Juli 2019 übernahm er dessen Mandat im Landtag von Niederösterreich und wurde am 26. Juni 2019 in der XIX. Gesetzgebungsperiode angelobt.